# Neptune (1803)
El Neptune fue un navío de línea francés de 80 cañones de la clase Bucentaure construido en los astilleros de Tolón. Sirvió primero a la Marina francesa, combatiendo en 1805 en las batallas de Finisterre y Trafalgar, y más tarde a la Armada española, tras ser capturado en la Batalla de la Poza de Santa Isabel en junio de 1808. Sirvió durante doce años, hasta 1820, año en que fue desguazado.

## Al servicio de la Marina francesa
El Neptune fue construido en los astilleros de Tolón en 1801, siguiendo planos de Jacques-Noël Sané bajo el diseño de la clase Bucentaure, a la que pertenecieron otros navíos de línea como el Bucentaure, Indomptable o Formidable, todos ellos participantes en la batalla de Trafalgar. Su diseño es muy semejante al barco de la Royal Navy HMS Tonnant, otro navío de línea de 80 cañones que perteneció a la Marina francesa hasta la Batalla del Nilo (1798), en la que es capturado por Horatio Nelson, participando, entre otras, en Trafalgar.
Fue terminado en 1803, después de la Paz de Amiens, y comisionado al comodoro Esprit-Tranquille Maistral al año siguiente. El Neptune se unió al resto de la flota de Tolón, que se preparaba para zarpar del puerto rumbo a las Indias Occidentales el 21 de octubre de 1804 bajo el mando del vicealmirante Pierre-Charles Villeneuve. El objetivo de la misma era transportar 6500 soldados para atacar las posesiones británicas en el Caribe, pero la flota fue incapaz de salir de la bahía debido al bloqueo de la misma realizado por la flota británica que dirigía Nelson.
La flota intentó otra salida al mar el 29 de marzo de 1805, estando el Neptune en la división mandada por el propio Villeneuve, que unía al Bucentaure, el Pluton, Mont-Blanc, Berwick y Atlas. En esta ocasión la flota francesa consiguió esquivar el bloqueo de Nelson y llegó al puerto de Cartagena el 6 de abril, cruzando el estrecho de Gibraltar el 8 de abril, recalando brevemente en Cádiz, donde se reabasteció en dirección a la Martinica, en las Indias Occidentales, donde llegaron el 14 de mayo y se le unieron seis navíos de línea y una fragata, todas naves españolas, bajo el mando de Federico Gravina.
En la isla de Martinica estuvo esperando la flota de Villeneuve en espera de otra flota que tenía que liderar Honoré Joseph Antoine Ganteaume. Lo que Villeneuve desconocía era que ésta se encontraba bloqueada por los ingleses en el puerto de Brest, en la costa atlántica francesa. La flota realizó diversas escaramuzas en la región capturando pequeños buques británicos. Pronto le llegaron noticias de que Nelson había recalado en Barbados en su busca y captura. Fue ese momento en el que decidió que la flota regresara a Europa, haciéndose de nuevo a la mar el 11 de junio.

### Batalla del cabo Finisterre
La flota llegó al cabo de Finisterre el 9 de julio, pero vientos del noreste impidieron a la misma entrar en el golfo de Vizcaya hasta el 22 de julio. Las noticias sobre su retorno llegaron al vicealmirante británico Robert Calder el 19 de julio, quien tenía órdenes en principio de levantar los bloqueos de los puertos de Rochefort y Ferrol, y navegar hacia el cabo de Finisterre para interceptar a Villeneuve. Ambas flotas se encontraron finalmente sobre las 11 horas el 22 de julio de 1805.
En el orden de batalla, Villeneuve colocó al Neptune en el puesto undécimo de la fila con la que la flota hispanofrancesa iba a plantar cara a la formada por Calder. El Neptune iba colocado a la popa del Berwick y por delante del Bucentaure. Sin embargo, tuvo escaso protagonismo en la batalla y consiguió escapar con pocos daños. Consiguió entrar en la bahía de Vigo el 28 de julio y, más tarde, el 2 de agosto, en Ferrol, de donde zarparía con el resto de la flota hasta el puerto de Cádiz, al que llegaron el 20 de agosto. En sus aguas quedaría esperando hasta el 19 de octubre, cuando parte con el resto de la expedición que irá a hacer frente a Horatio Nelson frente al cabo de Trafalgar.

### Batalla del cabo Trafalgar
El Neptune se hizo a la mar junto al resto de la flota conjunta con 888 marineros al mando de Esprit-Tranquille Maistral. En el orden de batalla se mantuvo en la tercera escuadra (de retaguardia) junto a los navíos de línea Mont-Blanc, San Francisco de Asís,  Duguay-Trouin, Formidable, Rayo y  Scipion y la fragata francesa Cornelie.
No entró en batalla hasta media hora después del inicio de la acción, estando entonces a sotavento y a la popa del Redoutable. No debía ser su posición inicial, ya que debía haber avanzado hasta estar a la popa del Bucentaure, pero debido a que el navío español San Justo se desplazó hasta sotavento le fue imposible realizar la maniobra.
A medida que se desarrollaba la batalla, el buque insignia de Nelson, el HMS Victory rompió la línea por delante del Neptune, pasando por delante del Bucentaure, al que soltó una andanada de cañones que hizo grandes daños. Cuando el Victory se puso al lado del Neptune, Maistral ordenó disparar la batería de babor, dañando el trinquete y el bauprés del navío inglés. Después de ese efectivo acierto ordenó retirarse del ángulo de disparo de Nelson y marchó para dar apoyo al Bucentaure de Villeneuve.
Cerca de las 14:30 horas, Maistral dirigió al Neptune a la amura de estribor del HMS Belleisle, navío británico de 74 cañones, que se había quedado aislado. Convertido en un blanco fácil, atacado por varios barcos franceses, se vio abrumado hasta la llegada del HMS Polifemo, al que intentó cortar el paso el propio Neptune. Dio también fuego de apoyo al Príncipe de Asturias hasta que pudiera retirarse de la batalla y huir a Cádiz, cosa que no terminó pasando al ser capturada por los ingleses.
En aquella jornada del 21 de octubre de 1805, el Neptune contabilizó 15 bajas y 39 heridos. Con la batalla perdida, el Neptune, junto a cuatro barcos franceses y seis españoles, trató de regresar a Cádiz, a cuyo puerto llegan al día siguiente.
El día 23, el capitán Julien Marie Cosmao-Kerjulien, quien había dirigido en la batalla el navío Pluton y era el oficial de más alto rango en aquella situación, reunió a los oficiales más antiguos que habían regresado con él y planeó una contraofensiva para intentar recuperar algunos de los barcos que la flota británica había tomado como botín de guerra y planeaba llevar hasta la colonia de Gibraltar. El Neptune, junto a cinco naves (Héros, Pluton, San Francisco de Asís, Montañés y Rayo) marcharon de nuevo hacia aguas de Trafalgar para superarlas y recuperar los barcos.
Consiguieron recuperar los navíos de línea españoles Neptuno y el Santa Ana de manos británicas. Sin embargo, a su regreso hacia Cádiz, se desató una tormenta que impidió el buen final de la misión. Mientras que el Santa Ana consiguió llegar a duras penas a puerto, desarbolado, el Neptuno fue arrastrado contra la costa, hundiéndose en las cercanías del Castillo de Santa Catalina.

## Al servicio de la Armada española

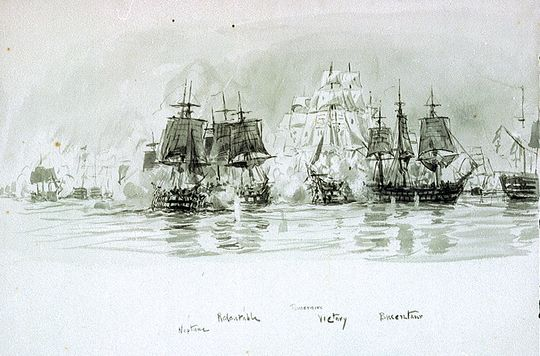
Dibujo de William Lionel Wyllie sobre navíos que participaron en la Batalla de Trafalgar

El Neptune permaneció anclado en Cádiz junto al resto de la flota francesa bajo el mando superior del almirante François Étienne de Rosily-Mesros. Se encuentra allí en 1808, cuando estalla la Guerra de la Independencia Española. En junio de 1808 el Neptune lucha en la Batalla de la Poza de Santa Isabel contra la fuerza naval española bajo el mando del almirante Juan Ruiz de Apodaca, quien cuenta con el apoyo de la artillería costera. La armada española vence a la francesa, haciendo prisioneros a todos los marineros y capturando los seis barcos franceses que lucharon. Además del Neptune, los navíos de línea Héros, Pluton, Algeciras, Argonaute -estos cinco conocidos de la batalla de Trafalgar- y la fragata Cornélie.
El Neptune fue incorporado a la Armada española con el nombre de Neptuno, sirviendo de reemplazo al navío español con el mismo nombre perdido en Trafalgar en 1805. 
En 1810 es trasladado a Mahón, ante el avance francés en la península, para evitar ser capturado. Sirvió en la Armada hasta 1820, año en que es desguazado.